# آنری لووو
آنری لووو (فرانسوی: Henri Lauvaux‎; ۹ اکتبر ۱۹۰۰ – ۱۹ ژوئیهٔ ۱۹۷۰) دونده دو استقامت اهل فرانسه بود.